# Korona drzewa

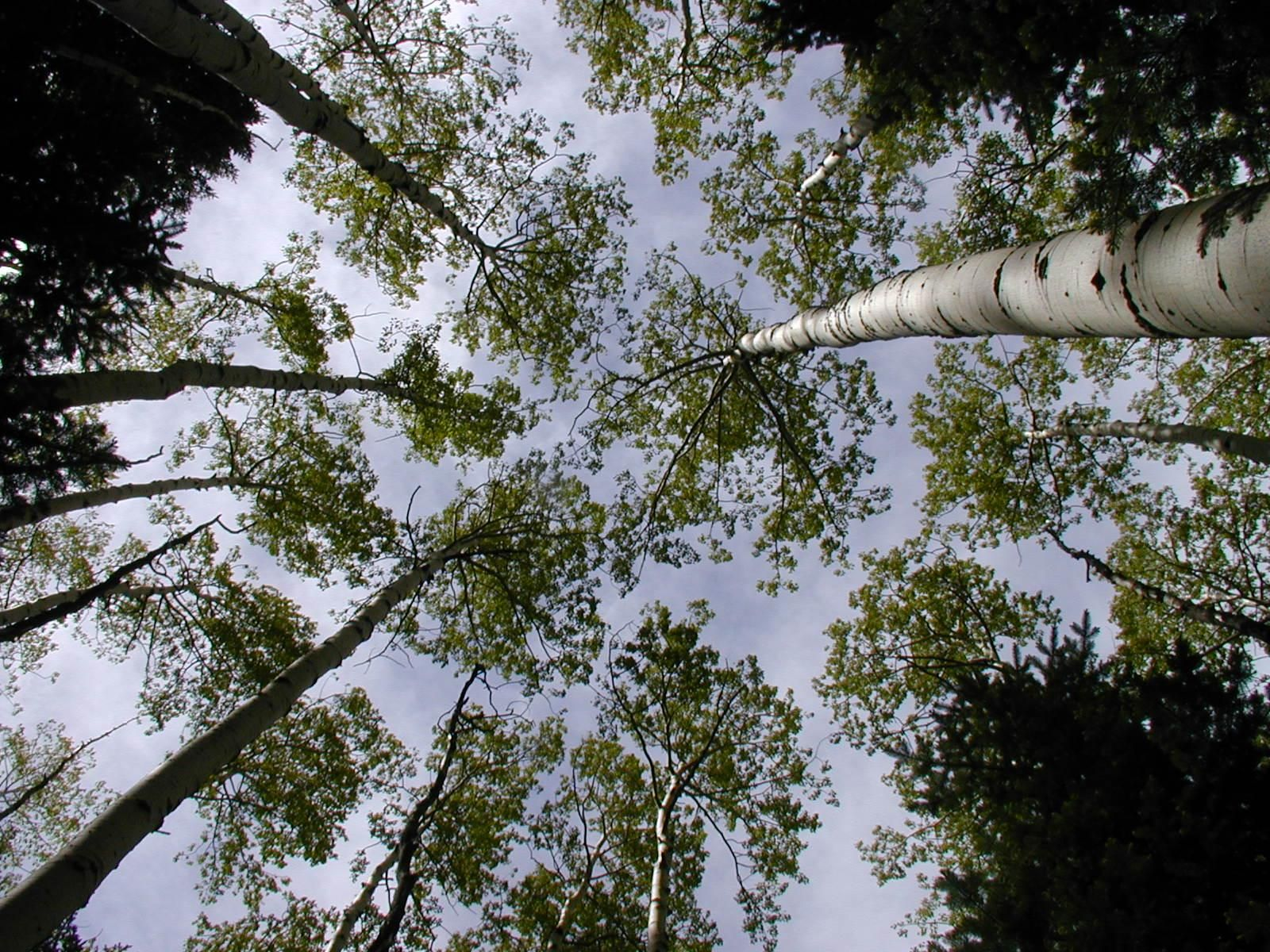
Korony drzew w lesie (San Francisco, USA), tworzące okap (ang. canopy, niem. Schirm, fr. Canopée)u1

Korona drzewa – charakterystyczny dla roślin drzewiastych zespół konarów, gałęzi, gałązek, pędów i liści, w które rozgałęzia się od pewnej wysokości pęd główny (pień).

## Rozwój korony
Część nadziemną siewki drzewa tworzy ulistniony pęd, który rozwija się z pączka zarodkowego i rośnie prosto ku górze (geotropizm ujemny). Na jednorocznym pędzie oprócz pąka wierzchołkowego widoczne są pąki boczne, rozmieszczone wzdłuż jego osi. W następnym roku z pąka wierzchołkowego wyrasta nowy pęd tworząc z poprzednim oś główną siewki. Z pąków bocznych wyrastają pędy boczne (powstają osie boczne), zawiązując nowe pąki wierzchołkowe i boczne. U drzew rozwijają się głównie pączki zlokalizowane w górnej części pędu głównego, co prowadzi w ciągu kolejnych lat wzrostu do uformowania korony drzewa.
Na kształtowanie się korony drzewa podstawowy wpływ ma stosunek przyrostu osi bocznych do przyrostu osi głównej i sposób powstawania nowych pędów. Zasadniczo, pędy roślin drzewiastych mogą rozgałęziać się sympodialnie, monopodialnie lub dychotomicznie. Rozgałęzienia typu sympodialnego, gdzie kolejno powstające odgałęzienia boczne stają się przedłużeniem osi głównej, są typowe dla wielu drzew liściastych, w tym brzóz i grabów. U kasztanowca zwyczajnego zachodzi szczególna postać rozgałęzienia sympodialnego - rozgałęzienie pseudodychotomiczne, które powstaje gdy zamiera pączek wierzchołkowy, a rozwijają się dwa najbliższe naprzeciwległe pąki boczne. Rozgałęzienia monopodialne, gdzie oś główna rośnie silniej od osi bocznych, są typowe dla drzew iglastych, w tym świerków, a u drzew liściastych występują np. u jesionu, klonu i dębu. U niektórych nagonasiennych, np. miłorzębu dwuklapowego, występują rozgałęzienia dychotomiczne, gdzie w wyniku podziału pąka szczytowego powstają dwa odgałęzienia.
Korona drzewa może być osadzona na pniu na różnych wysokościach nad ziemią, i jest to uzależnione od gatunku drzewa, ale przede wszystkim od warunków środowiska, a głównie nasłonecznienia. Drzewa rosnące pojedynczo, na otwartych przestrzeniach, będą miały korony osadzone nisko, niekiedy sięgające gałęziami ziemi, jak np. świerk, dzięki dostatecznej ilości światła docierającej do niższych partii rośliny. Sosna rosnąc w takich warunkach ma pogrubioną dolną część pnia, szeroką koronę sięgającą połowy wysokości i grube, powyginane konary. Podobne warunki mają drzewa rosnące w młodym drzewostanie. Drzewa rosnące w lesie w zwarciu pozostają pod wpływem bocznego ocienienia. Rosną szybciej wzwyż, naturalne oczyszczanie się pnia przebiega intensywniej, więc mają korony osadzone wyżej, a pnie w znacznej mierze pozbawione gałęzi.
Na kształt korony mają także wpływ warunki klimatyczne, zmieniające się wraz z wysokością nad poziomem morza. Drzewa, których korona na niżu jest smukła i słabo rozgałęziona, na dużych wysokościach mogą formować korony krótkie, ze skręconymi gałęziami.

## Korony drzew w leśnictwie

### Budowa korony
Korona drzewa przypomina w przybliżeniu paraboloidę obrotową. Poczynając od wierzchołka gałęzie korony zwiększają się w dół, osiągając maksymalną wielkość u drzew iglastych na około 2/3 długości korony, zaś u drzew liściastych od 1/3 do 1/2 (N.s.k.). Część korony, znajdującą się powyżej większej jej średnicy, określa się koroną słoneczną (Ko.s.) lub koroną świetlistą, zaś znajdującą się poniżej – koroną ocienioną lub cienistą (Ko.c.). W koronie wyróżnia się zewnętrzny płaszcz z listowiem oraz rdzeń korony pozbawiony listowia (Rd). Obok wysokości (h) drzewa można zmierzyć przeciętną wysokość osadzenia korony (a), licząc od ziemi, a tym samym długość korony (l). Na tę ostatnią składa się długość korony słonecznej (lo) i cienistej (lw). Przez zrzutowanie korony (kilka najdłuższych konarów, gałęzi) można określić powierzchnię rzutu korony. Przeciętną średnicę korony w jej najszerszym miejscu (b), znajduje się np. przez podwojenie przeciętnej długości gałęzi albo poprzez odnalezienie średnicy koła o powierzchni odpowiadającej powierzchni rzutu korony.
Ogólny kształt części nadziemnej drzewa (pnia i korony, w tym ułożenia gałęzi) określa się mianem pokroju drzewa. Wyróżnia się pokrój stożkowaty, kolumnowy, okrągławy i parasolowaty.

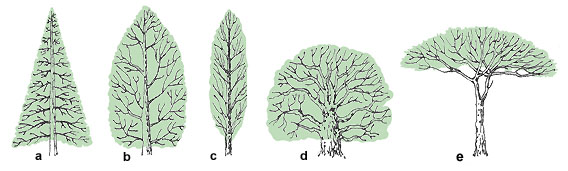
Pokrój drzewa: a,b. stożkowaty, c. kolumnowy d. okrągławy, e. parasolowaty

### Cechy korony
Z podstawowych wymiarów korony wynikają następujące wskaźniki:
- l/h – wyraża udział korony w ogólnej wysokości drzewa (czasami w procentach),
- lo/l – określa udział korony świetlistej,
- lw/l – określa udział korony cienistej,
- b/h – stosunek szerokości korony do wysokości drzewa, inaczej: stopień rozłożystości albo współczynnik wychylenia korony,
- b/l – stosunek szerokości korony do jej długości, oznacza się go jako stopień spłaszczenia korony, im większa jest jego wartość tym korona odznacza się mniejszą kształtnością,
- b/d1.3 – liczba podająca ile razy średnica korony jest większa od pierśnicy, nazywana stosunkiem wysunięcia korony.

## Korony drzew owocowych

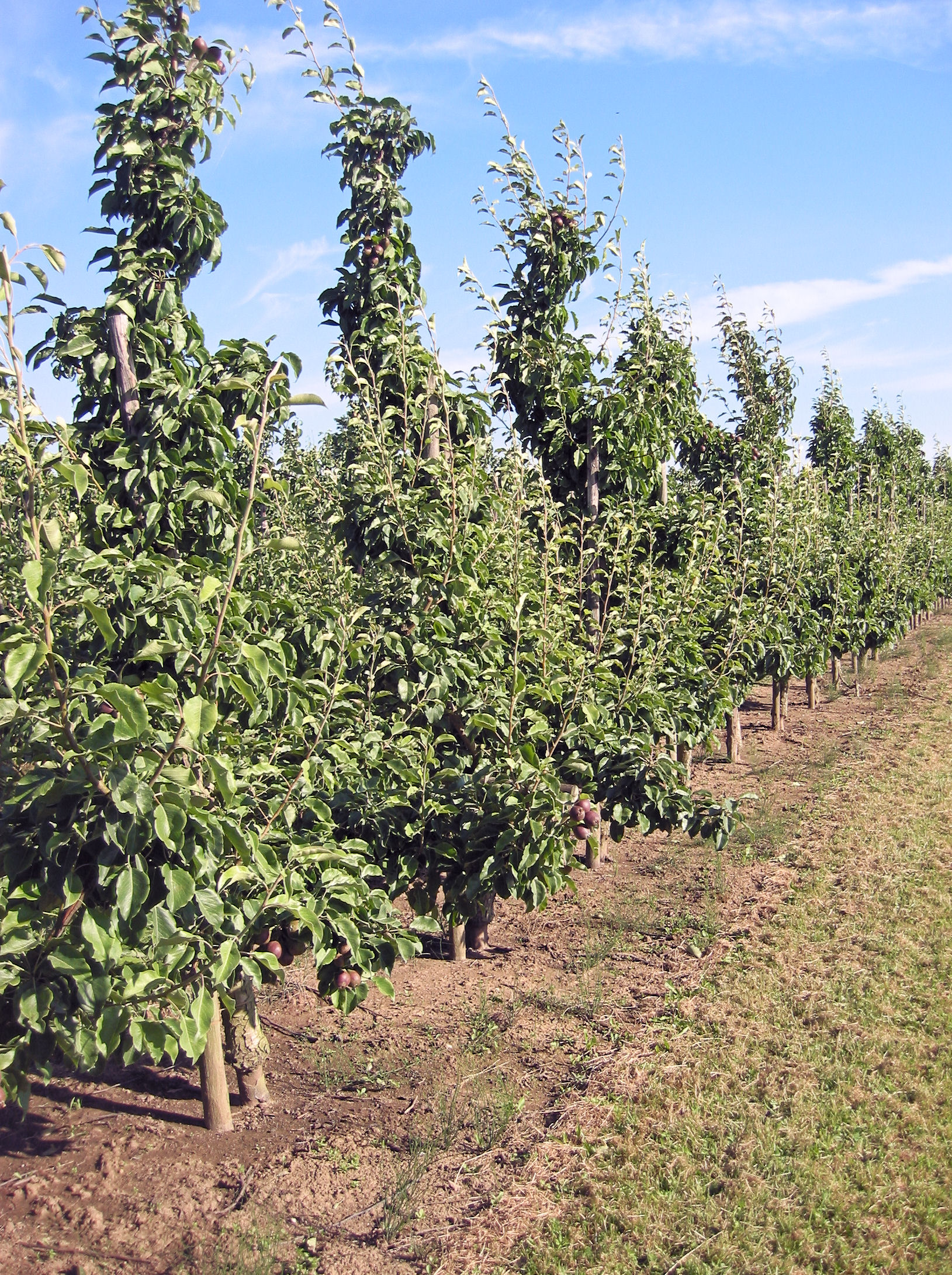
Korony grusz w uprawie intensywnej

Sposób rozgałęziania pędów jest cechą genetyczną gatunku, jednak rośliny są pod tym względem bardzo plastyczne, co pozwala na sztuczne formowanie koron drzew. W sadownictwie stosuje się różne zabiegi kształtowania koron w celu uzyskania lepszych plonów i ułatwienia zbiorów owoców. Można wśród nich wyróżnić:
- korona prawie naturalna – składa się z kilkunastu gałęzi szkieletowych wyrastających z pnia pod kątem zbliżonym do prostego, ma przewodnik dominujący nad pozostałymi konarami, stosowana jest np. w sadach wiśniowych, czereśniowych i śliwowych.
- korona wrzecionowa – zbliżona kształtem do korony świerkowej, najdłuższe są dolne konary, a im bliżej wierzchołka, tym są krótsze. Najniższa partia korony znajduje się powyżej 0,5 m od powierzchni gruntu, przewodnik sięga do wysokości 2,5–3 m. Zapewnia odpowiednie nasłonecznienie i przewiewność koron oraz łatwy dostęp do zbiorów i oprysków. Stosowana przy zagęszczeniu 1500-3000 drzew na 1 ha, w sadach jabłoniowych, gruszowych, ale też np. brzoskwiniowych czy śliwowych.
- korona superwrzecionowa – pochodna korony wrzecionowej, bez wyraźnego piętra dolnego, stosowana przy większym zagęszczeniu drzew w sadzie.
- korona osiowa – pochodna korony wrzecionowej, uzyskiwana przez niestosowanie cięcia po  posadzeniu drzewek, przy zagęszczeniu ok. 5000 drzew na 1 ha.